# Agang South Africa

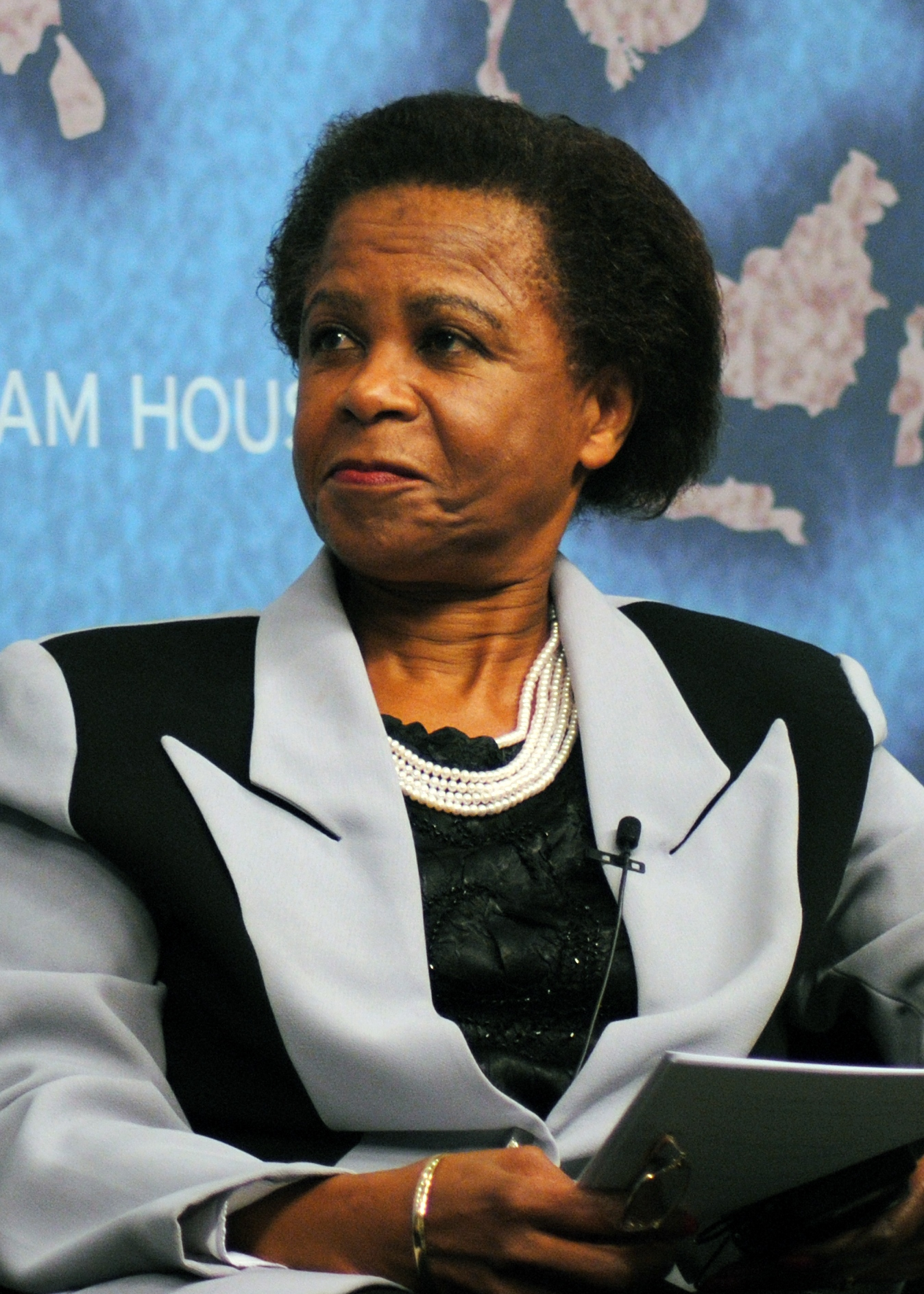
Mamphela Ramphele (2013)

Agang South Africa [aˈɣaŋ] (Nord-Sotho/Setswana und englisch, offiziell Agang South Africa Party, kurz Agang SA oder Agang; deutsch etwa: „Lasst uns Südafrika bauen“) ist eine Partei in Südafrika.

## Geschichte
Agang SA wurde am 18. Februar 2013 von der früheren Anti-Apartheid-Aktivistin und Geschäftsfrau Mamphela Ramphele gegründet. Sie wurde auch Vorsitzende der Partei. Am 22. Juni 2013 fand der Gründungskongress in Pretoria statt. Zu den Unterstützern gehörte Desmond Tutu. Am 28. Januar 2014 gab die Partei Demokratische Allianz (DA) bekannt, dass Ramphele Spitzenkandidatin der DA bei den Parlamentswahlen 2014 werden sollte; Agang SA sollte dafür in der DA aufgehen. Ramphele zog ihre Zusage aber wenige Tage später zurück. Die geplante Vereinigung mit der DA war offenbar auf Druck des Unternehmers und Milliardärs Nathan Kirsh erfolgt, der Agang South Africa finanziell förderte.
Zu den Parlamentswahlen 2014 trat die Partei mit Ramphele als Spitzenkandidatin an. Sie erhielt landesweit 0,28 % der Stimmen und damit zwei der 400 Sitze der Nationalversammlung. Sie erhielt keine Sitze bei den gleichzeitig stattfindenden Wahlen zu den Provincial Legislatures. Ramphele zog sich im Juli 2014 aus der Politik zurück. Bei den landesweiten Kommunalwahlen 2016 erhielt die Partei nur noch 0,02 % der Stimmen. An den Wahlen 2019 nahm sie teil, verlor aber ihre Sitze in der Nationalversammlung.

## Programm und Organisation
Agang SA sieht sich als Kämpferin gegen die Korruption und möchte den einzelnen Bürger in das Zentrum des öffentlichen Lebens stellen. Unter anderem strebt sie eine Rückkehr zum Mehrheitswahlrecht an.
Der Sitz von Agang SA ist Johannesburg. Im Vorstand gibt es Mitglieder, die für die Frauen- und Jugendarbeit zuständig sind. Die Parteifarbe ist grün. Das Motto lautet: Building a winning South Africa together („Gemeinsam ein siegreiches Südafrika bauen“).